# مارن برینکر
مارن برینکر (انگلیسی: Maren Brinker؛ زادهٔ ۱۰ ژوئیهٔ ۱۹۸۶) بازیکن والیبال اهل آلمان عضو تیم ملی والیبال زنان آلمان و باشگاه ایمپل وروسلاو است.
مارن با ژرمن‌ها به دو مدال نقره جام ملت‌های اروپا رسیده است.